# Cuscuta bucharica
Cuscuta bucharica är en vindeväxtart som beskrevs av Ivan Vladimirovitj Palibin och Fedschenko. Cuscuta bucharica ingår i släktet snärjor, och familjen vindeväxter. Inga underarter finns listade i Catalogue of Life.